# Target (singel T-ary)
TARGET – siódmy japoński singel południowokoreańskiej grupy T-ara. Utwór, wspólnie z Bunny Style! i Sexy Love, promował album TREASURE BOX. Został wydany 10 lipca 2013 roku. Osiągnął 12 pozycję w rankingu Oricon i pozostał na liście przez 4 tygodnie, sprzedał się w nakładzie 15 608 egzemplarzy. Singel ukazał się w trzech edycjach: limitowanej i dwóch regularnych A i B.

## Lista utworów
| CD  |                         |          |            |           |      |
| Nr  | Tytuł                   | Słowa    | Kompozycja | Aranżacja | Czas |
| 1.  | "TARGET"                | MEG. ME  | MEG. ME    | KOH       |      |
| 2.  | "TARGET" (Instrumental) |          | MEG. ME    | KOH       |      |
| DVD |                         |          |            |           |      |
| Nr  | Tytuł                   | Tytuł    | Tytuł      | Tytuł     | Czas |
| 1.  | "TARGET"                | "TARGET" | "TARGET"   | "TARGET"  |      |

## Notowania
| Lista                        | Pozycja |
| ---------------------------- | ------- |
| Oricon Daily Singles Chart   | 9       |
| Oricon Weekly Singles Chart  | 12      |
| Oricon Monthly Singles Chart | 42      |
| Billboard Japan Hot 100      | 27      |